# أليكساندرو ماتيو
أليكساندرو ماتيو (بالرومانية: Alexandru Mateiu) هو لاعب كرة قدم روماني في مركز الوسط، ولد في 10 ديسمبر 1989 في براشوف في رومانيا. شارك مع منتخب رومانيا لكرة القدم. أما مع النوادي، فقد لعب مع نادي براشوف ونادي يونيفيرسيتاتيا كرايوفا.

## وصلات خارجية
- أليكساندرو ماتيو على موقع الاتحاد الأوربي (الإنجليزية)
- أليكساندرو ماتيو على موقع قاعدة بيانات كرة القدم.إي يو (الإنجليزية)
- أليكساندرو ماتيو على موقع ناشيونال فوتبول تيمز (الإنجليزية)
- أليكساندرو ماتيو على موقع Soccerway.com (الإنجليزية)